# Lubię
Lubię – singel polskiego rapera PlanBe z jego debiutanckiego albumu studyjnego, zatytułowanego Insomnia. Singel został wydany 8 sierpnia 2017.
Nagranie otrzymało w Polsce status złotego singla, przekraczając liczbę 10 tysięcy sprzedanych kopii.

## Geneza utworu i historia wydania
Utwór napisali i skomponowali NoTime i Bartosz Krupa.
Singel ukazał się w formacie digital download 8 sierpnia 2017 w Polsce za pośrednictwem wytwórni płytowej QueQuality. Kompozycja została umieszczona na debiutanckim albumie studyjnym PlanBe – Insomnia.
Do utworu powstał teledysk, który udostępniono w dniu premiery singla za pośrednictwem serwisu YouTube.

## Certyfikaty
| Kraj          | Certyfikat  | Sprzedaż |
| ------------- | ----------- | -------- |
| Polska (ZPAV) | złota płyta | 10 000+  |